# ويليام بارد
ويليام بارد (بالإنجليزية: William Bard)‏ هو محامي أمريكي، ولد في 4 أبريل 1778 في فيلادلفيا في الولايات المتحدة، وتوفي في 17 أكتوبر 1853 في جزيرة ستاتن في الولايات المتحدة.